# 流れ星ロマンス
『流れ星ロマンス』（ながれぼしロマンス）は、高瀬綾による日本の漫画作品。

## 概要
『なかよし』（講談社）において、1991年から1992年まで連載された。

## 書誌情報
高瀬綾 『流れ星ロマンス』 講談社〈講談社コミックスなかよし〉、全1巻
- 1巻、1991年8月6日発行、ISBN 4-06-178694-6